# Diari
|  | Aquest article tracta sobre la publicació periòdica. Vegeu-ne altres significats a «Diari (desambiguació)». |

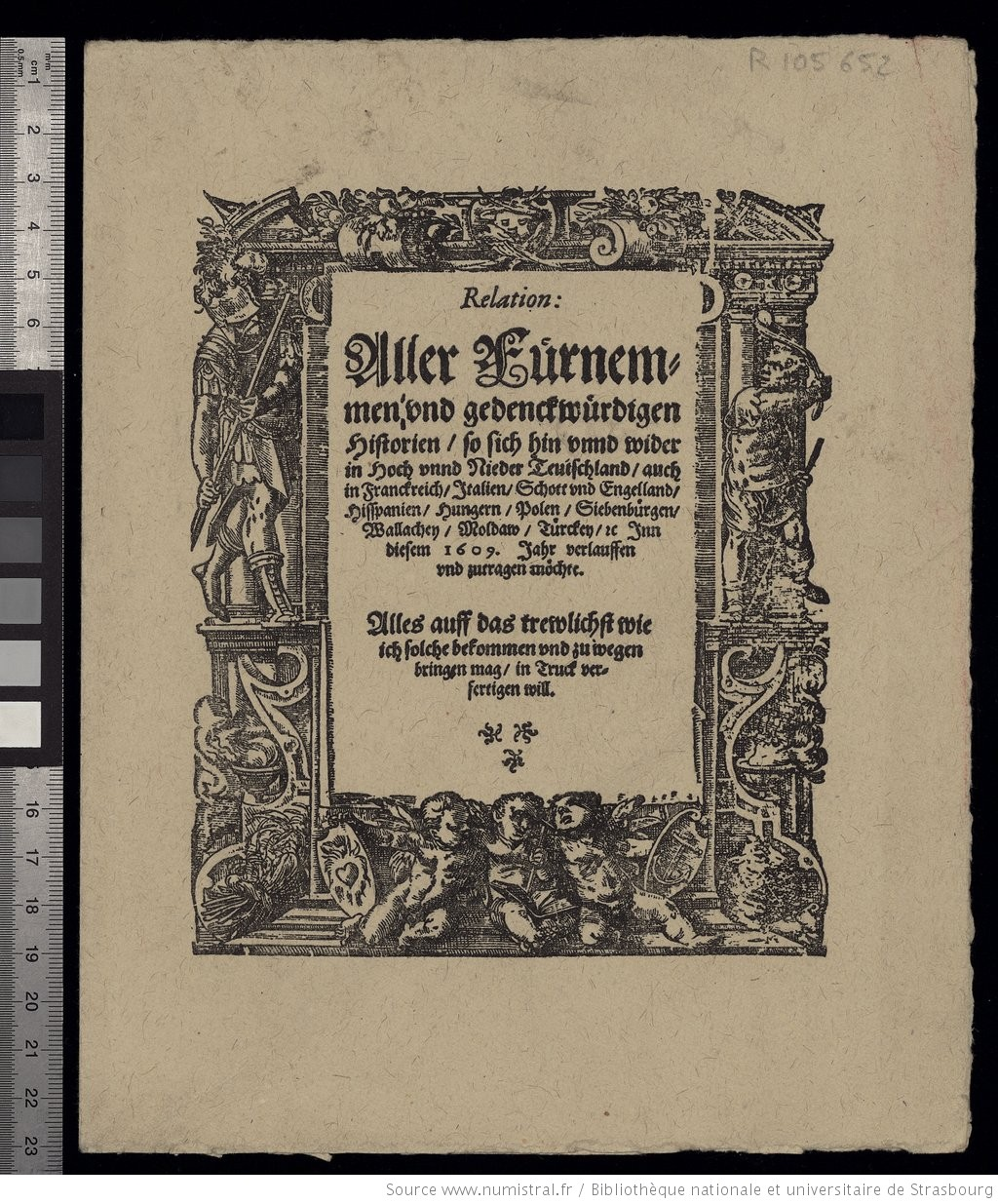
Primera pàgina del primer diari, del 1609.

El diari o jornal és la publicació periòdica que presenta notícies (cròniques, reportatges), elaborades per periodistes, articles d'opinió o literaris i anuncis obra de publicistes i forma part dels mitjans de la premsa. Els articles no signats que apareixen en un punt destacat del diari es consideren l'opinió de l'editor (article editorial, o simplement editorial). Demés, el diari acostuma a fornir informació diversa als seus lectors: meteorològica, borsària, de lleure o cultural (com programació de cinema i teatre), de serveis públics (com farmàcies de guàrdia, horaris i línies de transport o qüestions similars), i de vegades inclou tires còmiques i diversos tipus de passatemps. Les edicions dominicals solen incloure diversos tipus de suplements. A vegades, s'inclouen regals o diversos tipus de promocions comercials per incentivar la seva compra. Es distribueixen i venen en els quioscos i en altres llocs propis per a això; de vegades s'anuncien o reparteixen de manera ambulant.

## Descripció

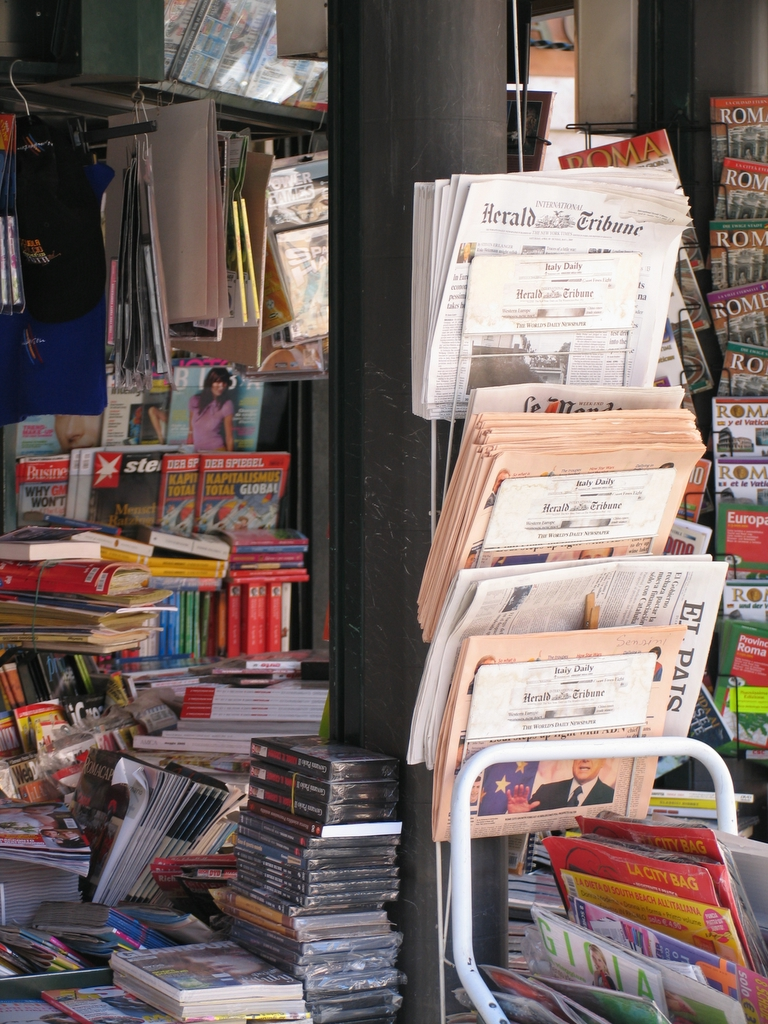
Quiosc de premsa amb una secció internacional

El diari s'identifica per un nom, que apareix reproduït a la capçalera de la primera plana juntament amb els títols. Tradicionalment, les pàgines dels diaris s'anomenen planes.
Diferents diaris rivalitzen a defensar diferents postures públiques (polítiques o ideològiques); tant si són òrgan oficial d'algun partit polític (premsa de partit), o l'òrgan d'expressió d'un grup de pressió econòmic (patronal, sindical) o religiós (premsa catòlica); com si es consideren independents. Al contrari, poden ser l'única expressió autoritzada en un règim totalitari.
En gairebé tots els casos i en diferent mesura, els seus ingressos econòmics, a més del preu per exemplar que cobren als seus lectors i de la subscripció dels subscriptors que reben el diari a domicili, es basen en la inserció de publicitat. I en alguns casos com el de la premsa gratuïta, la publicitat és la sola font de finançament.
Els diaris generalistes es destinen al públic en general, per la qual cosa el seu estil és clar i concís, i el seu contingut molt variat, però sempre dividit en dues seccions generals: informació i opinió, dividides al seu torn en subseccions: informació nacional, internacional, local, societat, cultura, ciència, salut, economia, esports, agenda, anuncis, etcètera i, en el cas de l'opinió dividida en: editorial, articles de fons, cartes al director, columnes, crítiques (cinematogràfica, televisiva, esportiva, teatral, musical), cròniques, humor gràfic, etc.
Alguns diaris han adquirit fama gràcies a l'acceptació d'alguna de les seves seccions en particular, ja sigui perquè la secció sigui destacada en comparació d'altres diaris, o que aquesta tingui algun distintiu peculiar; per exemple, un diari en pot atraure més clientela perquè la seva secció d'"anuncis classificats" té fama de ser molt més completa.
Els diaris poden estar més enfocats a temes específics com, per exemple, les finances (premsa econòmica), la política, la informació local (premsa local), els successos, els esdeveniments socials (premsa del cor), etc.; en aquest cas es parla de diaris especialitzats. A vegades s'utilitza una designació per colors: premsa groga o sensacionalista, premsa salmó o econòmica (pel color del paper en què s'imprimeixen alguns prestigiosos diaris financers), premsa del cor o rosa (la que tracta sobre la vida de persones famoses).
La premsa diària es distingeix per la impressió en paper barat, al contrari de les revistes, més il·lustrades, a tot color i impreses en paper de qualitat. Aquesta darrera forma de publicació ha experimentat una gran diversificació que li ha permès resistir millor a la competència dels mitjans de comunicació electrònics.

## Història

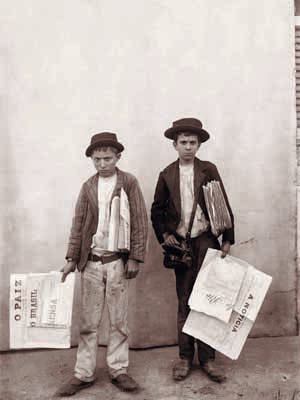
Venedors de diaris a Rio de Janeiro el 1899.

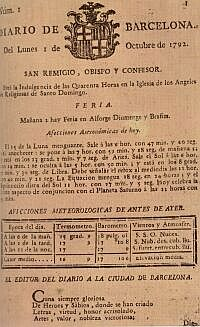
Portada del primer número del Diari de Barcelona

Abans de la invenció de la impremta, els governants feien circular notícies regulars de les seves accions. Juli Cèsar, durant la República Romana, va manar de publicar a les principals ciutats una llista d'esdeveniments importants, anomenada Acta Diurna ("esdeveniments del dia"), que va aparèixer vers l'any 59 aC, per tal de mantenir informats els ciutadans. L'Acta, gravada en pedra o metall, es posava en llocs públics concorreguts, com els banys, i informava d'escàndols, campanyes militars, judicis i execucions, és considerada com el primer periòdic diari de la història.
A la Xina vers el final de la dinastia Han (segles ii i iii), el govern produïa uns fulls de notícies, anomenats tipao (邸报 pinyin: dǐ bào), que eren distribuïts entre els funcionaris de la cort. Entre el 713 i el 734, durant la dinastia Tang, es va publicar el Kaiyuan Za Bao ("Butlletí de la Cort") que publicava notícies del govern essent ser escrit a mà sobre seda i llegit pels funcionaris del govern. La primera referència d'un periòdic privat publicat a Pequín data del 1582, durant les darreries de la dinastia Ming.
A Europa durant l'Edat moderna l'augment de la interacció transfronterera va crear una creixent necessitat d'informació que es va abordar amb fulls de notícies manuscrits. El 1556, el govern de la República de Venècia va fer la primera publicació mensual de notícies la "revista" Notizie scritte a un preu d'una gazette (aquesta moneda veneciana de plata acabaria per donar nom a la publicació). Aquestes publicacions van ser butlletins escrits a mà que s'utilitzaven per a transmetre notícies polítiques, militars i econòmiques de manera ràpida i eficient a les ciutats italianes entre els segles xvi i xviii, encara que incloïen algunes de les característiques dels diaris, generalment no són considerades veritables periòdics
No obstant això, cap d'aquestes publicacions compleixen plenament els criteris clàssics que caracteritzen els diaris atès que normalment no són destinades al públic en general i els temes tractats són restringits.
Tot i la invenció de la impremta a mitjans del segle XV no seria fins al segle xvii quan es produiria l'expansió de la premsa impresa, de fet el nom de “premsa” fa referència a la premsa d'impremta, l'aparell que s'utilitzava per imprimir.
Habitualment es considera que el primer diari imprès va ser el Relation aller Fürnemmen und gedenckwürdigen Historien publicat a partir del 1605 a Estrasburg per Johann Carolus. En aquell moment, Estrasburg era una ciutat imperial lliure del Sacre Imperi Romanogermànic, el primer periòdic de l'Alemanya moderna va ser l'Avisa Relation oder Zeitung, publicat el 1609 a Wolfenbüttel.
El diari més veterà que encara opera avui en dia és el Post- och Inrikes Tidningar, el diari oficial de Suècia, que va ser fundat el 1645. A Barcelona el primer periòdic es va publicar l'1 d'octubre de 1792, el Diari de Barcelona, imprès per Pere Pau Husson de Lapezaran, un impressor d'origen napolità, i amb algunes interrupcions es va publicar fins a la dècada dels noranta del segle xx. La generalització dels diaris va haver d'esperar a la societat industrial: va ser a partir de mitjan segle xix quan es va experimentar un gran desenvolupament d'aquests mitjans.
El 1884, Ottmar Mergenthaler va concebre la idea de la linotip, una màquina que modelava línies senceres de lletres amb plom líquid. Aquest invent va iniciar tota una època que va durar gairebé un segle. La invenció i la difusió del telègraf durant la segona meitat del segle xix també tindria un impacte en la premsa atès que permetia l'enviament de les notícies en minuts a grans distàncies.
El 1962, el diari Los Angeles Times va començar a accelerar les seves linotips amb cintes perforades i computadores RCA, després d'automatitzar l'alineació i els hifenes en el text en columnes. Això va augmentar l'eficiència dels operadors manuals de les linotips en un 40%. El 1973, la companyia Harris Corporation va introduir terminals de correcció electrònics, (l'inici del WYSIWYG) que ràpidament van ser imitats per altres companyies com ATEX i Digital Equipment Corporation entre d'altres. Aquestes terminals lliuraven tires de text sobre pel·lícula (l'anomenada lletra freda, que va reemplaçar a la lletra calenta de les linotips).

## Format
La mida del paper de la premsa varia molt tot presentant particularitats segons els països, tanmateix hi ha una tendència a reduir la mida de paper per abaratir el cost:
- Full gran, mida llençol o broadsheet: 749 mm per 597 mm, utilitzat sovint per la premsa de qualitat. Als Estats Units predomina aquest format amb sis columnes, amb una estructura en fascicles (política, economia, esports, etc.) i una utilització important del color i de la informació gràfica,[10] en són exemples USA Today, The Washington Post, The New York Times, Chicago Tribune o The Boston Globe. També ha estat el format tradicional dels diaris britànics de qualitat, en aquest cas amb vuit columnes, fins a mitjans de la dècada del 2000 quan van començar a adoptar altres formats més petits per competir amb els diaris sensacionalistes i la premsa gratuïta que utilitzen aquest format,[10] però encara en resten alguns com The Daily Telegraph, The Sunday Times o el Financial Times. Entre els diaris francesos el llençol també és el format predominant, en aquest cas a set o vuit columnes.[10]

- Nordisch: 570 mm per 400 mm, és el format d'alguns dels principals diaris alemanys, tant de qualitat com el Süddeutsche Zeitung (el diari de qualitat de més tiratge d'Alemanya), el Frankfurter Allgemeine Zeitung o Die Welt, però també del diari sensacionalista Bild que té el major tiratge d'exemplars d'Europa.[11]

- Rhenish: és un format comú entre els diaris alemanys amb diferents variants (350 mm per 510 mm, 350 mm per 520 mm i 360 mm per 530 mm). En són exemples el Westdeutsche Allgemeine Zeitung publicat a Essen, el Rheinische Post de Düsseldorf o el Südwest-Presse d'Ulm.

- Tabloide: la meitat de la mida del llençol, 380 mm de llarg per 300 mm d'ample. En els països anglosaxons ha estat tradicionalment el format dels diaris sensacionalistes com The Sun, Daily Mirror o News of the World, sovint el terme tabloide s'utilitza com a sinònim de diari sensacionalista. Quan diaris de qualitat com The Independent primer i The Times més tard van passar a publicar-se en aquest format es va encunyar el terme compact per diferenciar-los dels tabloides.

- Berlinès: de 470 mm per 315 mm. El format berlinès és utilitzat per molts diaris europeus, per exemple a Catalunya trobem La Vanguardia i El Periódico, a França Le Monde i Le Figaro, a Suïssa Le Temps o el Neue Zürcher Zeitung, a Itàlia trobem La Repubblica i La Stampa, a Espanya El Mundo i El País, a Bèlgica Het Laatste Nieuws i Le Soir, al Regne Unit The Guardian i The Observer, a Portugal trobem l'Expresso, a Croàcia el Večernji list, a Sèrbia Politika, etc. Malgrat el nom d'aquest format fa referència a la ciutat de Berlín hi ha molt pocs diaris en aquest format al país, en podem citar Die Tageszeitung i Junge Welt.

## Difusió, circulació i audiència

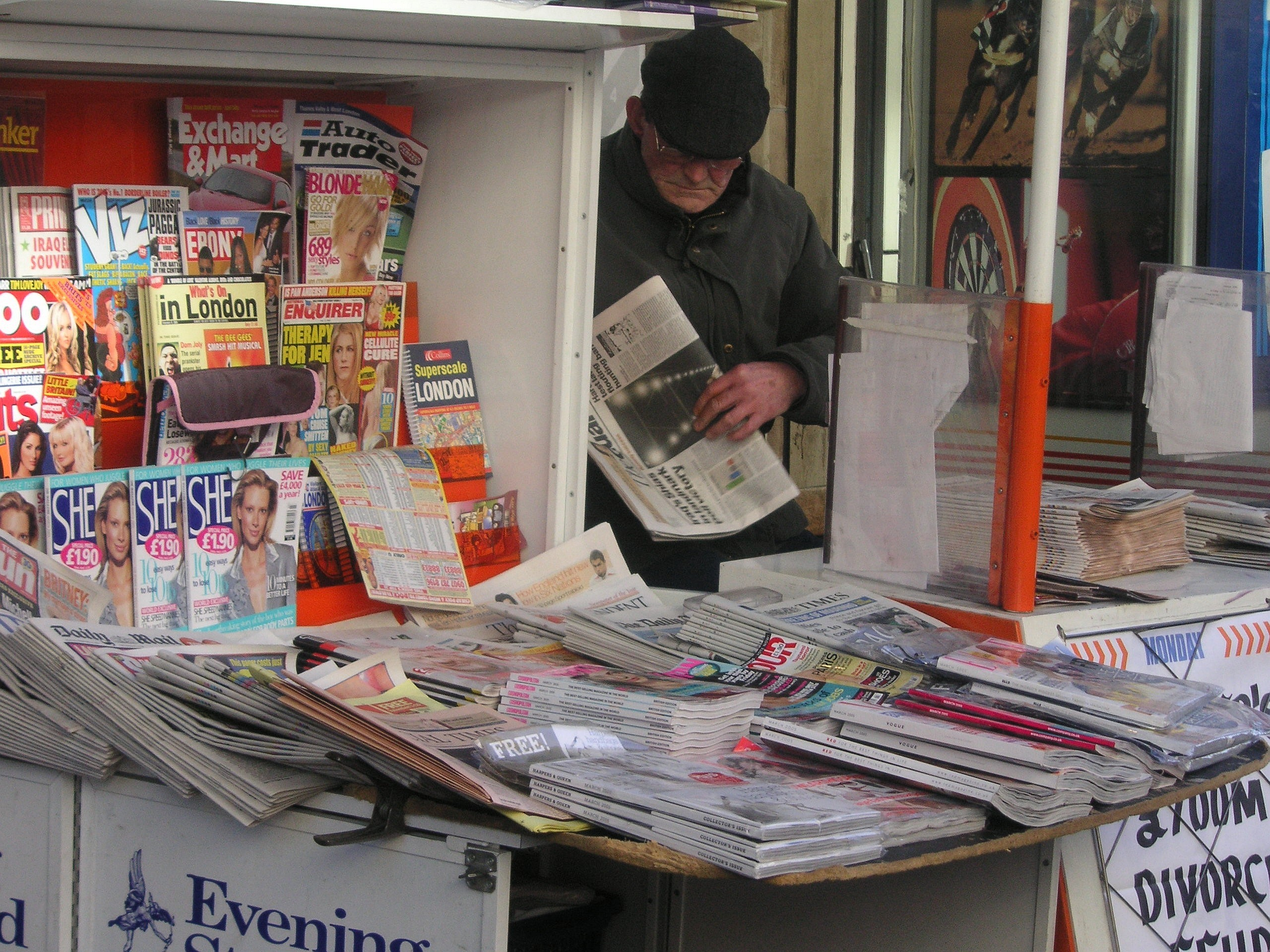
Venedor de diaris, a Paddington, Londres (febrer de 2005).

Al nombre d'exemplars venuts en un sol dia se l'anomena difusió o circulació, i s'usa com una forma de definir les escales de preus per a la inserció dels anuncis publicitaris. A Catalunya existeix des de l'any 2005 la Fundació Audiències de la Comunicació i la Cultura (FUNDACC) que des del 2007 edita periòdicament un estudi d'audiències anomenat Baròmetre de la Comunicació i la Cultura basant-se en una mostra de 40.000 entrevistes als territoris de parla catalana. A nivell de l'estat espanyol coexisteixen dos sistemes per mesurar l'audiència de la premsa: el control de la difusió que fa l'OJD, una empresa privada que audita els seus associats, i l'EGM que es fa mitjançant una enquesta amb una mostra de 30.000 entrevistes a càrrec de l'AIMC.
Segons dades de l'associació World Association of Newspapers del 2005, el Japó tenia cinc diaris amb difusions de més de 4 milions d'exemplars: Yomiuri Shimbun (més de 14 milions), Asahi Shimbun (més de 12 milions), Mainichi Shimbun (més de 5 milions), Nihon Keizai Shimbun i Chunichi Shimbun. El segueix el diari sensacionalista alemany Bild amb una difusió de prop de 4 milions d'exemplars (3,8) que el fan la publicació de més difusió d'Europa. El segueixen amb més de dos milions d'exemplars el japonès Sankei Shimbun, els xinesos Canako Xiaoxi i Renmin Ribao (Diari del poble, l'òrgan oficial del Partit Comunista Xinès) seguit del japonès Tokyo Sports i el sensacionalista britànic The Sun a l'onzena posició. A la dotzena posició hi havia el diari Chosun Ilbo de Corea del Sud seguit dels estatunidencs USA Today i The Wall Street Journal, el britànic Daily Mail i els sud-coreans Joongang Ilbo i Dong-A Ilbo amb difusions per sobre dels 2 milions d'exemplars.
Hi ha països on hi ha la tendència a tenir diaris que es difonen per tot el seu territori, la Gran Bretanya n'és un exemple proper, però d'altres tenen una estructura de difusió regional, així tenim que a França la premsa regional presenta uns nivells de difusió parells a la de la premsa parisenca, el mateix passa als Estats Units, el Canadà o Alemanya (amb l'excepció del sensacionalista Bild).

### Catalunya
A Catalunya, segons el Departament de Cultura de la Generalitat de Catalunya, l'any 2007 hi havia 25 capçaleres de diari, de les quals 10 en català i 12 gratuïtes, amb una audiència de 2.706.000 lectors. I el 2006 havia 144 capçaleres de revistes i setmanaris, de les quals 74 eren en català i 60 gratuïtes, amb una audiència de 2.296.000 lectors. Segons el Baròmetre de la Comunicació i la Cultura publicat el maig del 2011, l'audiència dels diaris era de 2.820.000 persones (el 29,3% utilitzaven el català i el 85,2% l'espanyol), mentre que la de les revistes i altres publicacions periòdiques era de 4.297.000 persones (el 48,7% utilitzava el català i el 76,3% l'espanyol).
Els diaris amb més difusió i més lectors de Catalunya són La Vanguardia i El Periódico. En català les majors audiències corresponen a l'Avui, El Punt i la versió catalana d'El Periódico. Del diari Ara i de la recent aparició el maig del 2011 de la versió catalana de La Vanguardia encara no hi ha dades d'audiència ni al Baròmentre de la FUNDACC ni a l'EGM. Pel que fa a la difusió dels diaris en català, segons les dades de l'OJD del 2010, l'Ara tindria un tiratge mitjà de 30.737 exemplars i una difusió mitjana de 17.819, l'Avui 29.993 i 22.200 i El Punt 26.903 i 20.571 exemplars respectivament. (No hi ha dades separades per a la versió catalana de El Periódico.)
Evolució de la difusió de la premsa diària a Catalunya

### Illes Balears
A les Illes Balears, segons el Baròmetre de la Comunicació i la Cultura publicat el maig del 2011, l'audiència dels diaris era de 488.000 persones (el 3,5% utilitzaven el català i el 98,6% l'espanyol), mentre que la de les revistes i altres publicacions periòdiques era de 670.000 persones (el 26,5% utilitzava el català i el 87,8% l'espanyol). El Diari més llegit és Última Hora seguit del Diario de Mallorca, en català hi ha el Diari de Balears.

### País Valencià
Al País Valencià, segons el Baròmetre de la Comunicació i la Cultura publicat el febrer del 2009, l'audiència dels diaris era d'1.279.000 persones (el 0,2% utilitzaven el català i el 98,3% l'espanyol), mentre que la de les revistes i altres publicacions periòdiques era d'1.944.000 persones (el 3,0% utilitzava el català i el 93,9% l'espanyol). El diari més llegit és Levante-EMV seguit del diari esportiu Marca, els lectors de Levante-EMV es concentren a la província de València, a la d'Alacant el diari més llegit és Información mentre que a la de Castelló ho és El Periódico Mediterráneo.

## Publicitat

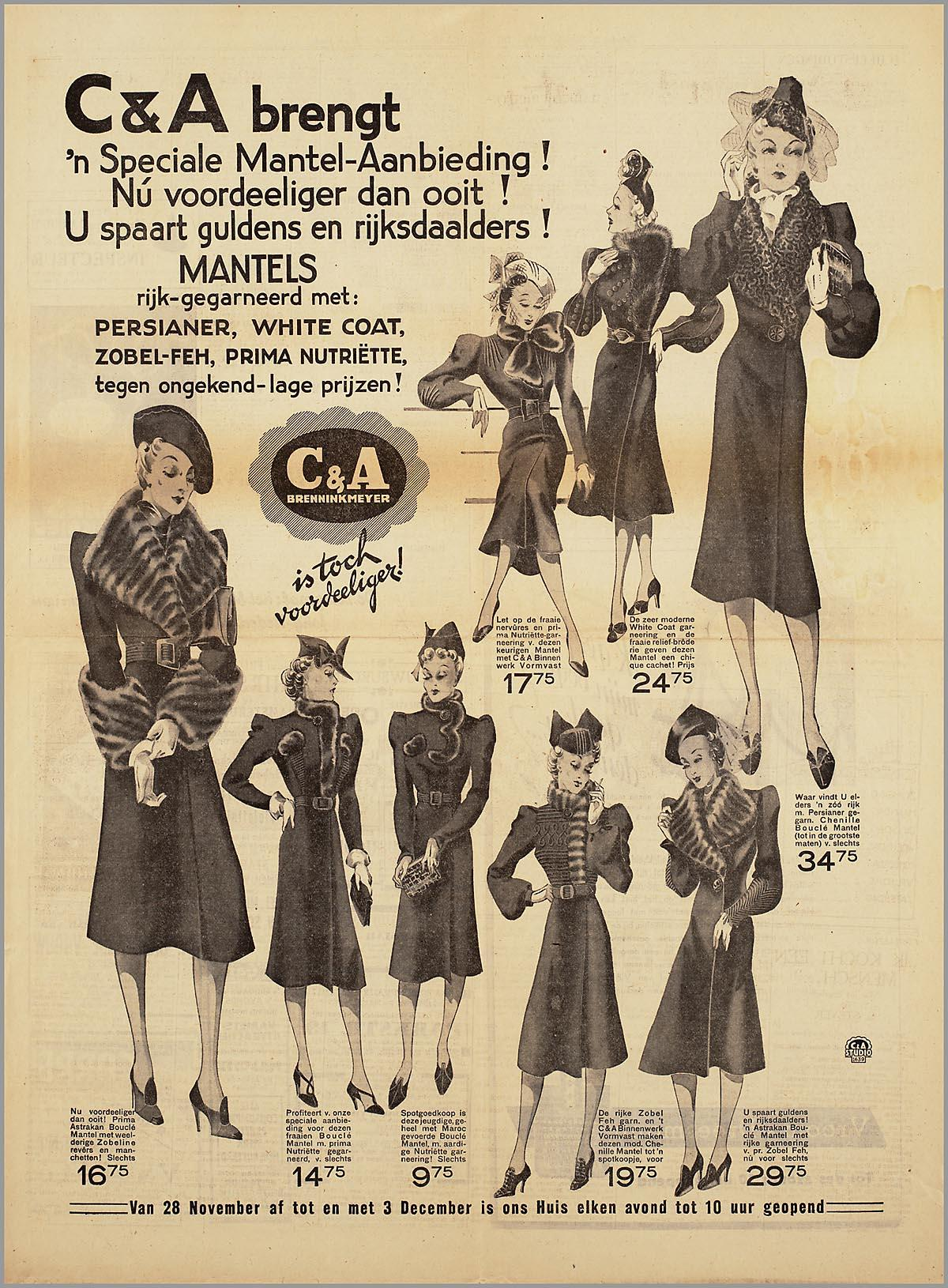
Anunci en un diari holandès de 1938

Tradicionalment un diari genera el 70–80% dels ingressos de la publicitat, i la resta de les vendes i les subscripcions. La part del diari que no és publicitat s'anomena contingut editorial, matèria editorial, o simplement editorial, tot i que aquest últim terme també s'usa per referir-se específicament als articles on el diari i els seus escriptors convidats expressen les seves opinions. (Aquesta distinció, no obstant, es va anar desenvolupant en el temps;– els primers editors com Girardin (França) i Zang (Àustria) no sempre distingien entre el contingut pagat i el contingut editorial.). El model de negoci de tenir publicitat per pagar part del cost de la impressió i distribució dels diaris (i els sempre esperats beneficis) en lloc de comptar amb els subscriptors per a pagar tot el cost va ser ideat per primera vegada, segons sembla, el 1833 per The Sun, un diari que es publicava a la ciutat de Nova York. En lloc de cobrar 6 centaus per còpia, que era el preu habitual dels diaris en aquell moment, van passar a cobrar 1 centau, i pagaven la diferència amb la publicitat

Evolució dels anuncis als diaris dels Estats Units.

Els diaris en països de fàcil accés a internet s'han vist afectats per la caiguda dels anunciants tradicionals. Botigues i supermercats en el passat volien publicar anuncis als diaris, però amb la consolidació d'internet són menys propensos a fer-ho ara. A més, els diaris veuen com els anunciants tradicionals canvien a noves plataformes. Els classificats dels diaris es desplacen també a pàgines d'internet. Els anunciants nacionals s'estan traslladant als continguts digitals, plataformes de continguts i al mòbil.
En la dècada del 2010 emergeix el publirreportatge. Són el més oposat als editorials, ja que un tercer paga per incloure quelcom al paper. Els publirreportatges sovint anuncien nous productes, com nous dissenys per equipaments de golf, nous tipus de cirurgia làser o medicaments per baixar el pes. El to general és més proper al d'una nota de premsa que no pas al d'una notícia objectiva. Aquests articles sovint es distingeixen clarament del contingut editorial a través del disseny de la pàgina o amb un títol que mostra que és un anunci. No obstant això, hi ha una preocupació creixent per la barreja entre el contingut editorial i els publirreportatges.

## Impacte de la TV i internet

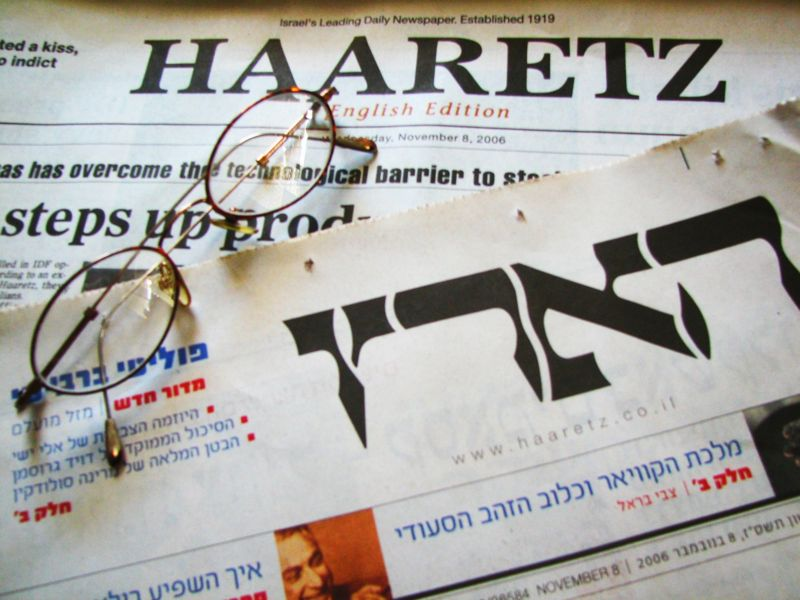
El diari israelià Haaretz en les seves edicions en hebreu i en anglès

Fins a l'aparició dels diaris gratuïts de qualitat, els estudis de mercat indicaven una caiguda imparable de la venda de diaris i de la seva lectura en general, però amb l'entrada de la premsa gratuïta créixer la lectura de diaris, i es va produir un repunt en les vendes dels de pagament.
El públic lector està en una lenta disminució en molts països desenvolupats a causa de la creixent competició de la televisió i la Xarxa (que competeix per la publicitat, especialment els anuncis de treball). Cal dir, però, que davant els mitjans audiovisuals, la premsa escrita presenta l'avantatge de donar més detalls sobre les notícies i d'informar normalment des d'una altra perspectiva sobre els esdeveniments, és el que es diuen mitjans o freds i mitjans calents. El Congrés Mundial de Diaris, anual, que es convocà en la seva 57a edició a Nova York el juny de 2004, va reportar que la difusió va pujar en només 35 de 208 països estudiats, majoritàriament en països en desenvolupament, sobretot la Xina. Aquests són alguns dades utilitzades per l'estudi:
- Xina: 85.000.000 còpies distribuïdes en total al dia
- Índia: 72.000.000 còpies distribuïdes en total al dia
- Japó: 70.000.000 còpies distribuïdes en total al dia
- EUA: 55.000.000 còpies distribuïdes en total al dia
- Disminució de 2,2% de la difusió total en 13 dels 15 països de la Unió Europea abans de l'1 de maig de 2004, amb baixes de 7,8% a Irlanda, 4,7% a Gran Bretanya, i 4% a Portugal.
- Creixement de 16% dels diaris lliures / gratuïts al llarg del 2003

Molts diaris britànics de fulla gran estan canviant al format tabloide, puix que això sembla atraure lectors més joves.
Els diaris impresos es complementen en l'actualitat mitjançant edicions digitals per internet, que s'actualitzen amb major periodicitat que la diària (fet que s'indica amb l'hora i el minut de la versió actualitzada), i permeten una difusió mundial. Alguns només es presenten en aquest format electrònic, sense suport de paper.
A la fi de la dècada del 1990 la disponibilitat de notícies 24 hores del dia per mitjà dels canals de televisió dedicats a la informació, com la cadena 3/24 de Televisió de Catalunya, i l'aparició de mitjans d'informació a través d'internet, com VilaWeb, van provocar un qüestionament del model de negoci de la majoria dels diaris dels països desenvolupats. El tiratge de la premsa de pagament ha disminuït al mateix temps que els ingressos per publicitat, que constitueix el gruix dels ingressos de la majoria dels diaris, s'ha anat desplaçant vers els nous mitjans de comunicació, el que ha comportat una disminució general dels beneficis. Molts diaris de tot el món va llançar edicions en línia en un intent de seguir o mantenir l'audiència.
Tanmateix, a la resta del món, on la impressió i distribució són molt més barates, l'augment de l'alfabetització, l'increment de la classe mitjana i d'altres factors han compensat amb escreix les pèrdues degudes a l'aparició dels mitjans electrònics i l'audiència dels diaris continua creixent.